# São Paio (Melgaço)
São Paio ist eine Gemeinde (Freguesia) im nordportugiesischen Kreis Melgaço.

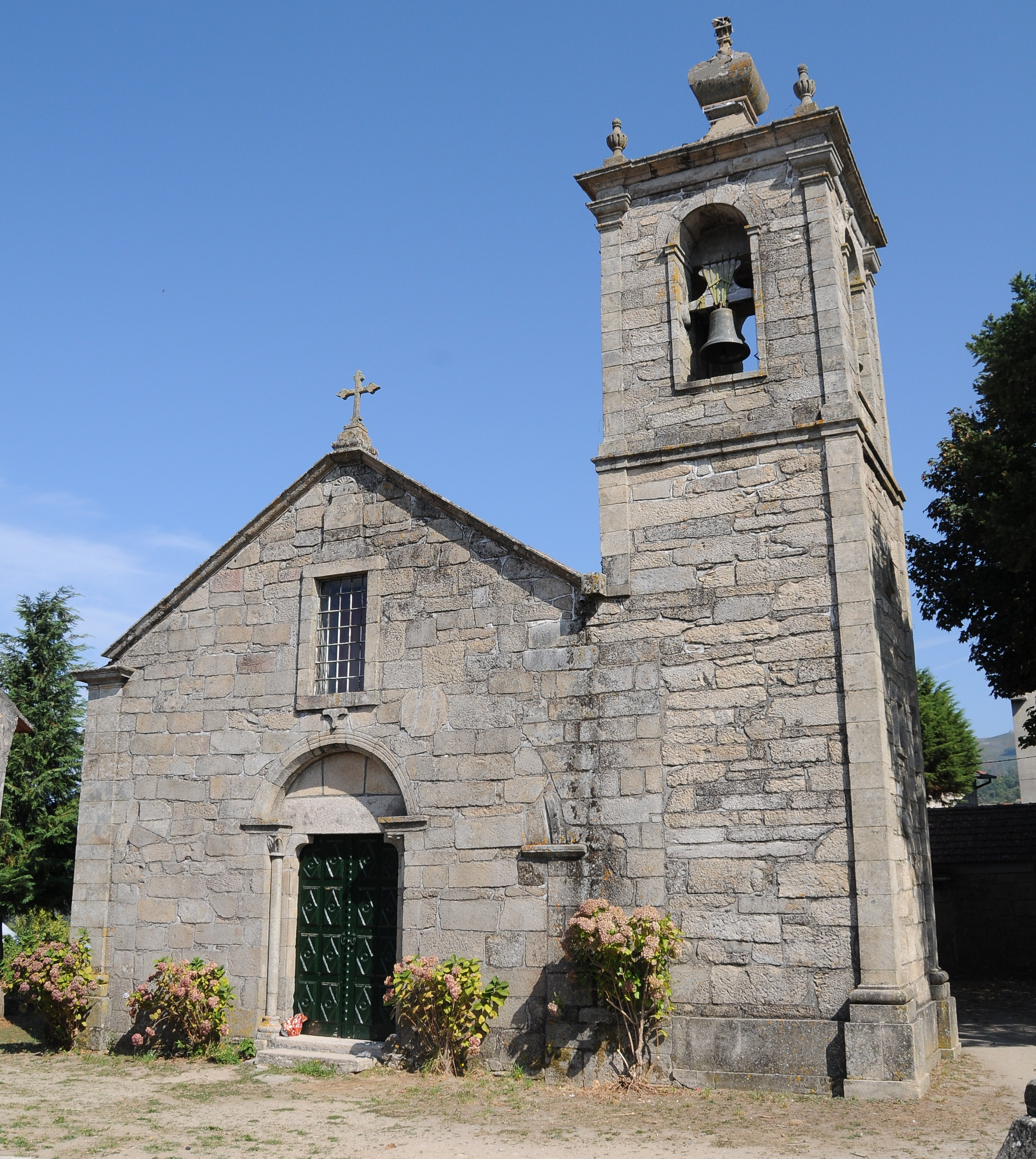
Kirche von São Paio

 In ihr leben 535 Einwohner (Stand 19. April 2021).